# Anil Ambani
Anil Ambani, född 4 juni 1959 i Mumbai, Indien,  är en indisk företagsledare, entreprenör och ordförande i Reliance-koncernen. År 2008 rankades han som världens sjätte rikaste person. Ambani har ärvt sin förmögenhet, som består av tillgångar i telekom-, finans- och kraftbranscherna där han också arbetar i sina bolag. Tillgångarnas värde uppgick år 2008 till 252 miljarder SEK.
Ambani leder ett antal börsnoterade företag inklusive Reliance Capital, Reliance Infrastructure, Reliance Power och Reliance Communications. Han, som en gång den sjätte rikaste personen i världen, förklarade inför en brittisk domstol i februari 2020 att hans nettovärde är noll och att han är i konkurs, även om sanningen i detta påstående är ifrågasatt. Han tjänstgjorde för Uttar Pradesh i Rajya Sabha, parlamentet i Indien, som oberoende parlamentsledamot åren 2004 till 2006.

## Biografi
Anil Ambani är den yngre sonen till grundaren av Reliance Industries, Dhirubhai Ambani och hans hustru Kokilaben. Ambani har sagt att hans far skulle leda bröderna på "incitamentsorienterade utflykter" där de skulle belönas med en låda mango för en 10 km vandring, men också straffas för att agera framför gäster. Han tog sin kandidatexamen från Kishinchand Chellaram College och tog en magisterexamen i företagsekonomi vid Wharton School of the University of Pennsylvania 1983.
Ambani är en indier som tillhör Gujaratisamhället. Han är gift med den indiska skådespelerskan Tina Munim,  och de har två söner, Jai Anmol Ambani och Jai Anshul Ambani. Ambani är en yngre bror till Mukesh Ambani och har två systrar, Nina Bhadrashyam Kothari och Dipti Dattaraj Salgaocar.

## Karriär
Ambanis far dog 2002 utan att lämna ett tydligt testamente. Efter en kamp mellan Anil och hans bror Mukesh, medlade deras mor och delade de familjeägda företagen mellan de två bröderna.
Ambani fick delar av Reliance Group med intressen inom telekom, underhållning, finansiella tjänster, kraft och infrastruktur. Ambani tillskrivs också Indiens största börsintroduktion, Reliance Power, som 2008 fulltecknades på mindre än 60 sekunder, den snabbaste i historien på de indiska kapitalmarknaderna hittills.
År 2005 debuterade Ambani i underhållningsindustrin med ett förvärv av en majoritetsandel i Adlabs Films, ett företag med intressen inom filmbearbetning, produktion, utställning och digital film. Företaget döptes om till Reliance MediaWorks 2009. År 2008 tog ett joint venture värt 1,2 miljarder USD, med Steven Spielbergs produktionsföretag DreamWorks  i spetsen, över Ambanis underhållningsverksamhet på en global plattform. Han har bidragit till produktionen av flera Spielberg-filmer, inklusive Oscarvinnande Lincoln.
Ambani blev känd som en av de snabbaste förödarna av aktieägarnas kapital under de senaste 100 åren med det kombinerade marknadsbörsvärdet som minskade med 90 procent sedan bildandet av Reliance ADA Group.
I början av 2019 åtalades Ambani i en domstol i Mumbai för bristande betalning av personligt garanterad skuld som Reliance Communications var skyldig den svenska telekomtillverkaren Ericsson. Istället för fängelse gav domstolen honom en månad på sig att göra betalningen och slutet av månaden räddades han av sin äldre bror, Mukesh Ambani.
I februari 2020 var Ambani fast i en juridisk kamp med tre kinesiska banker. Han beordrades av domstolen att avsätta 100 miljoner dollar vilket ledde honom till uttalandet att hans nettovärde för närvarande är noll efter att ha övervägt sina skulder. Tvisten pågår fortfarande (2020) med den brittiska domstolen som beordrat honom att betala 716 miljoner dollar till de tre kinesiska bankerna.

## Utmärkelser och erkännanden
- Tilldelades utmärkelsen "Årets affärsman 1997" av Indiens ledande affärstidning Business India, december 1998.[28]
- Röstades fram till "Årets affärsman" i en enkät genomförd av The Times of India - TNS, december 2006.[29]
- Röstades fram som "Bästa förebild" bland företagsledare i den halvårsvisa Mood of the Nation-undersökningen som gjordes av tidningen India Today, augusti 2006. [30]
- Utropades till "Årets VD 2004" i Platts Global Energy Awards.[31]
- Tilldelades "The Entrepreneur of the Decade Award" av Mumbay Management Association, oktober 2002.[32]
- Tilldelades det första Wharton Indian Alumni Award av Wharton India Economic Forum (WIEF) som ett erkännande för hans bidrag till etableringen av Reliance som global ledare inom många av dess affärsområden, december 2001.[33]
- Vald av tidningen Asiaweek till sin lista över "Leaders of the Millennium in Business and Finance" och introducerades som den enda "nya hjälten" inom Business and Finance från Indien, juni 1999.[34]